# Nagroda Niptel
Nagroda Niptel – polska nagroda, przyznawana od 1995 roku, mająca za zadanie wyróżnienie wybitnych przedsięwzięć medialnych oraz osób, których obecność w życiu publicznym zaznaczyła się czymś szczególnym. Zdobyła duże uznanie w środowisku polskich środków masowego przekazu.